# 8417-es mellékút (Magyarország)
A 8417-es számú mellékút egy közel 37 kilométer hosszú, négy számjegyű mellékút Győr-Moson-Sopron vármegye területén, Tét városát köti Lébény térségével.

## Nyomvonala
Tét központjának déli részén ágazik ki a 83-as főútból, annak az 52+100-as kilométerszelvénye táján, nyugat-északnyugat felé. Mintegy másfél kilométeren át, az első nagyobb elágazásáig a Fő utca nevet viseli, ott kiágazik belőle nyugat felé a 8419-es út, s a továbbiakban Széchenyi utca néven folytatódik a belterület széléig, amit nagyjából 2,5 kilométer után ér el. Körülbelül 5,5 kilométer után beletorkollik északkelet felől, Koroncó irányából a 8418-as út, a 7. kilométere előtt pedig áthalad a Marcal folyó felett.
7,3 kilométer után, egy újabb kisebb vízfolyás áthidalását követően az út Rábaszentmihály területére lép, a községet 9,5 kilométer után éri el és ott az Ady Endre utca nevet veszi fel. 9,8 kilométer után kiágazik belőle a 8421-es út, Mórichida felé. A belterület nyugati szélét elhagyva, nagyjából 10,4 kilométer után áthalad a Rába folyása felett, majd a bal parti árvízvédelmi töltésről lehajtva szinte azonnal Rábacsécsény házai közt folytatódik.
A községben több irányváltása is van, de a neve szinte végig Szent Imre utca, csak a legészakibb falurészben viseli a Petőfi Sándor utca nevet, mielőtt – a 12+400-as kilométerszelvénye táján – ki nem lép a község belterületéről. Ezután is még egy jó darabig a határai közt húzódik, ott ágazik ki belőle, 14,5 kilométer után, délkeleti irányban, a zsáktelepülésnek számító Mérges községbe vezető 84 129-es út is; csak a 16. kilométere közelében ér teljesen a következő település, a már a Győri járáshoz tartozó Enese területére.

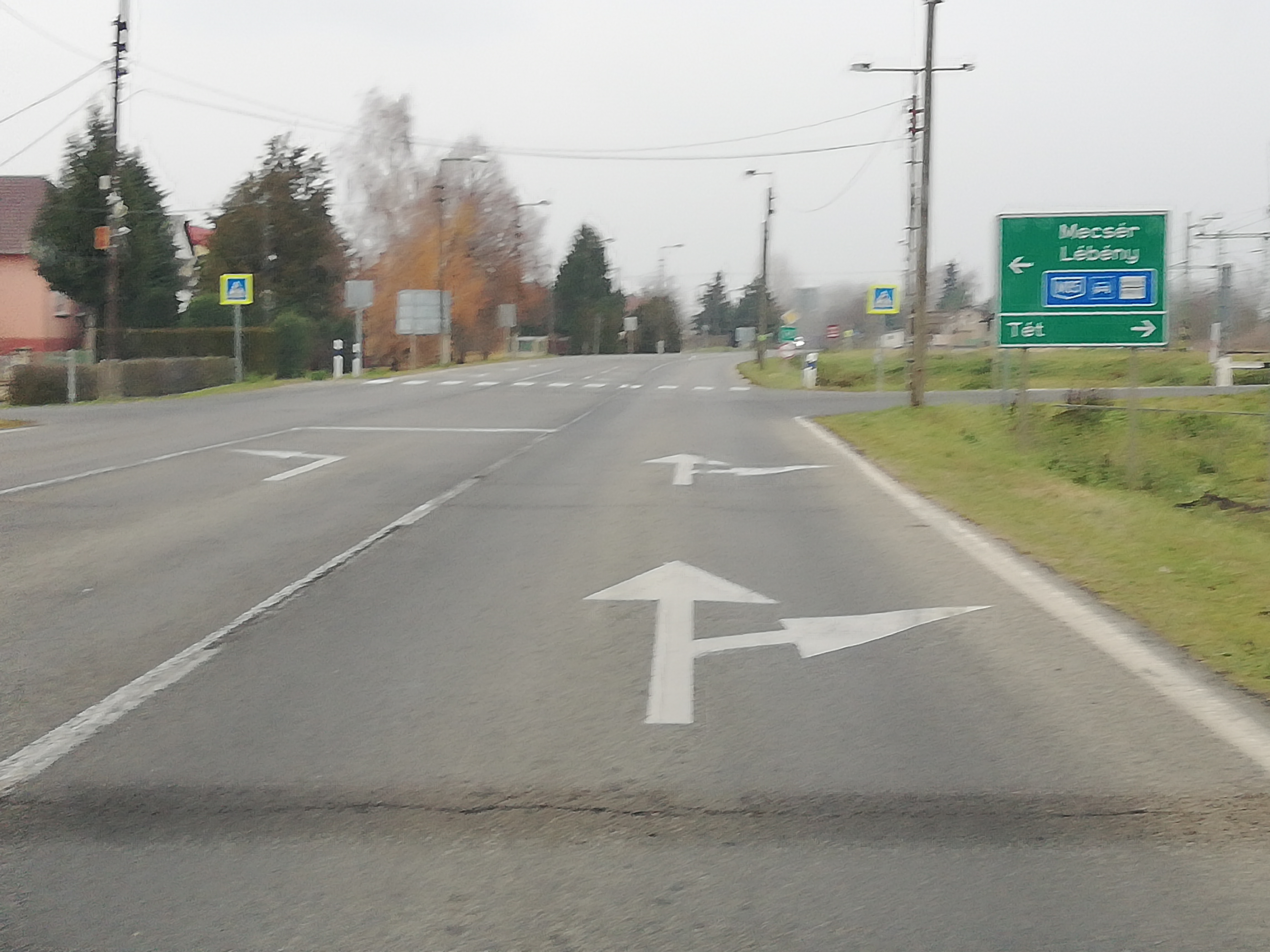
Enese, a 85-ös főút és a 8417-es keresztezése Csorna felől nézve

Enese első házait nagyjából 18 kilométer megtétele után éri el, közöttük a Petőfi utca nevet viseli. Így keresztezi, 18,5 kilométer után a Győr–Sopron-vasútvonal vágányait, Enese vasútállomás térségének nyugati szélénél, majd pár lépéssel arrébb a 85-ös főutat is, annak 12+600-as kilométerszelvénye táján. Több irányváltása dacára változatlanul Petőfi utca néven folytatódik a település északi felében is, majd miután – 19,6 kilométer megtételét követően – kilép a lakott területről, és átlépi Bezi határát, csomóponttal, felüljárón keresztezi az M85-ös autóutat; utóbbi itt szinte pontosan a 10. kilométerénél jár.
Bezi község belterületén nagyjából a 23. és 24. kilométerei között húzódik végig, Szabadság út néven; közben, a falu nyugati széle közelében kiágazik belőle a 85 104-es számú mellékút, a 8503-as út és Fehértó felé. 25. kilométere táján éri el Győrsövényház határát, mintegy fél kilométerrel arrébb pedig a belterületét, ott ismét Petőfi Sándor utca a települési neve. A központban kiágazik belőle délnyugat felé, Markotabödöge irányába az előbb már említett 8503-as út, a 27. kilométerét elérve pedig újból külterületen folytatódik. 28,3 kilométer után átszeli a Rábcát, a 29. kilométere után pedig Lébény határai közt folytatódik.
Lébény délnyugati szélét 30,9 kilométer után éri el, ahol a Damjanich utca nevet viseli, majd egy szakaszon Iskola utca a neve. A 32. kilométerét elhagyva, a kisváros központjában keresztezi annak főutcáját: utóbbi dél felől idáig 8501-es útként, innen tovább északi irányban 8528-as útként számozódik, előbbi Öttevénytől húzódik idáig, utóbbi kilométerszámozása szintén itt ér véget Rábcakapitól idáig húzódva. A 8417-es innét Dózsa György utca néven folytatódik a belterület északkeleti széléig, amit a 34. kilométere táján hagy maga mögött, majd szűk egy kilométerrel arrébb, felüljárós csomóponttal keresztezi az M1-es autópályát.
Nem sokkal ezt követően eléri Mosonszentmiklós határszélét, elhalad a hozzá tartozó Gyártelep településrész mellett, 35,6 kilométer után pedig belecsatlakozik délkelet felől, a község központja irányából a 8504-es út. Együtt haladva, a két település határvonalán húzódva keresztezik a Budapest–Hegyeshalom–Rajka-vasútvonal vágányait, nem messze Lébény-Mosonszentmiklós vasútállomás térségének nyugati szélétől (kilométer-számozásuk egymással ellentétes irányban halad), majd kicsivel ezután újra szétválnak: a 8504-es északnak kanyarodik, a 8417-es pedig északkelet felé folytatódik. Az 1-es főútba beletorkollva ér véget, annak a 145+150-es kilométerszelvénye közelében, Mosonszentmiklós és Öttevény határvonalán. Egyenes folytatása a Mecsérre, és azon keresztül a szigetközi Ásványráró Zsejkepuszta településrészéig vezető 1402-es út.
Teljes hossza, az országos közutak térképes nyilvántartását szolgáló kira.gov.hu adatbázisa szerint körülbelül 36,9 kilométer (az oldal térképén a legmagasabb megjeleníthető kilométerszelvény-érték 35+1919, habár ugyanazon oldal adatbázisában ez a legmagasabb érték 35+3491).

## Települések az út mentén
- Tét
- Rábaszentmihály
- Rábacsécsény
- Enese
- Bezi
- Győrsövényház
- Lébény
- Mosonszentmiklós
- (Öttevény)